# Pezocatantops impotens
Pezocatantops impotens är en insektsart som först beskrevs av Johnston, H.B. 1937.  Pezocatantops impotens ingår i släktet Pezocatantops och familjen gräshoppor. Inga underarter finns listade i Catalogue of Life.